# Йон-молекулярний комплекс
Йон-молекулярний комплекс (рос. ион-молекулярный комплекс, англ. ion-molecule complex) — асоціат, що складається з йона й одної чи кількох нейтральних молекул. У розчинах i кристалічних фазах знаходиться в зв'язаному стані i називається сольватним або гідратним комплексом.